# (3826) Handel
(3826) Handel es un asteroide perteneciente al cinturón de asteroides, descubierto el 27 de octubre de 1973 por Freimut Börngen desde el Observatorio Karl Schwarzschild, en Tautenburg, Alemania.

## Designación y nombre
Designado provisionalmente como 1973 UV5. Fue nombrado Handel en honor al compositor alemán Georg Friedrich Händel.